# Alfred Nobel (trein)
De Alfred Nobel was een internationale nachttrein op de verbinding Duitsland - Scandinavië en is genoemd naar de Zweedse chemicus Alfred Nobel.

## EuroCity
Op 31 mei 1987 waren in het EuroCity net acht nachttreinen opgenomen, de Alfred Nobel was er één van. De trein volgde de Vogelfluglinie en werd zowel tussen Puttgarden en Rødby Færge als tussen Helsingør en Helsingborg per spoorpont overgezet. In Helsingborg vond de splitsing/samenvoeging van de trein plaats. Tussen Hamburg en Oslo reden twee ligrijtuigen en één slaaprijtuig. Tussen Hamburg en Stockholm reden vier ligrijtuigen en twee slaaprijtuigen. Vanaf 1987 reed de trein met de nummers EC 390 en EC 391. Op 1 juni 1991 is de trein omgenummerd tot EC 290 en EC 291.

### Route en dienstregeling
|  | EC 390 | land       | station                 | km  | EC 391 |  |
|  | ------ | ---------- | ----------------------- | --- | ------ |  |
|  | 19:23  | Duitsland  | Hamburg Hbf             | 0   | 09:04  |  |
|  |        | Duitsland  | Lübeck                  | 63  |        |  |
|  |        | Duitsland  | Puttgarden              | 151 |        |  |
|  |        | Duitsland  | Puttgarden (boot)       | 151 |        |  |
|  |        | Denemarken | Rødby Færge (boot)      | 165 |        |  |
|  |        | Denemarken | Rødby Færge             | 165 |        |  |
|  |        | Denemarken | København Hovedbanegård | 348 |        |  |
|  |        | Denemarken | Helsingør               | 389 |        |  |
|  |        | Zweden     | Helsingborg             | 394 |        |  |
|  | ↓      | Noorwegen  | Oslo                    | 985 | ↑      |  |
|  | 10:17  | Zweden     | Stockholm               |     | 17:30  |  |

Vanaf 23 mei 1993 zijn de nachttreinen van het EuroCity-net verder geëxploiteerd als EuroNight.